# 華川ダム
華川ダム（ファチョンダム、朝鮮語: 화천댐）は、大韓民国江原特別自治道華川郡の北漢江にあるダム、ダム湖の名前は破虜湖（パロこ、朝鮮語: 파로호）。朝鮮半島の一次電力源として1944年に完成した。朝鮮戦争中に空襲の目標となり、また北朝鮮の任南ダムからの洪水を防ぐ役目も担った。
日本統治時代の朝鮮における第二次世界大戦下で日本人により建設された。1939年7月に漢江水力電気株式会社が建設を開始し、1944年10月に完工した。最初の発電機はその数ヶ月前に稼動し、10月に第二の発電機が稼動した。第三の発電機は1957年に稼働し、最後に第四の発電機が1968年に導入されている。上流に平和のダムが2005年に完成する前に、北朝鮮の任南ダムの崩壊または任南ダムからの過度の放流に対する第一の防御線として機能した。
朝鮮戦争当時、1951年5月26日から4日間にわたりダム付近で張都暎が率いた韓国軍第6師団と中国軍第63師団が交戦し、中国軍を大きく撃破して中国軍に2万人を超える死者、2,617人の捕虜が出た。韓国側は、中国軍兵士の遺体をダム湖に水葬したことから湖の水が赤くなったと伝えられる。破虜湖の戦いは朝鮮戦争当時、韓国軍が収めた勝利の中で最も大きな勝利だったという。戦後、1955年、李承晩大統領（当時）がダム湖を訪れた際、「虜」（異民族、蛮族）を「破」したという意味で「破虜湖」に命名。2019年現在も、自ら揮毫した破虜湖記念碑が残っている。

## 朝鮮戦争
1951年4月8日深夜、北朝鮮軍と中国軍はダムの余水路から下流へ超過放流を行い、国連軍の5つの浮き橋を使用不可能にした。ダムの水力発電能力と下流地域を氾濫させる能力が、その地域におけるキーとして注目された。4月9日、ダムの確保を任務とした第7騎兵連隊（既にその地域で難しい作戦を達成していた）は、困難な抵抗に遭って失敗した。4月16日から21日の間、友軍がダムを確保したが、ダムの水門を破壊する前に中国の逆襲により撃退された。B-29 隊がダムの無力化に失敗した後、4月30日にスカイレイダー隊はティニー・ティムロケット弾と2発の2000ポンド爆弾を投下し、余水路水門の一つに穴を開けた。5月2日、19航空群はコルセア12機の護衛と、Mk13 魚雷を装備した8機のスカイレイダーで出撃し、発射された8本の魚雷うち7本がダムに命中し、そのうち6本が爆発した。この攻撃で水門の一つを破壊し、他のいくつかも破損させて、洪水の脅威を緩らげた。参加した米国海軍飛行中隊の一つ、VFA-195 は「タイガース」から「ダム・バスターズ」に名を改めた。この攻撃は、世界的に表面目標に対して航空魚雷が使用された最後の作戦であると同時に、朝鮮戦争中に魚雷が使われた唯一の瞬間だった。

### 破虜湖
1951年5月26日から4日間にわたりダム付近で韓国第6師団と中国義勇軍が交戦し、中国軍が大きく敗走し、中国軍に2万人を超える死者が出た。韓国側は、中国軍兵士の遺体をダム湖に水葬したことから湖の水が赤くなったと伝えられる。戦後、李承晩大統領（当時）がダム湖を訪れた際、「虜」（異民族、蛮族）を「破」したという意味の破虜湖として命名。2019年現在も、自ら揮毫した記念碑が残っている。

## 機能
堤高78メートル、堤頂長435メートルの重力式コンクリートダム。流域面積3,901平方キロメートル、総貯水容量1,018,000,000立方メートル。このうち、809万立方メートルは調整可能（有効貯水容量）で、213万立方メートルは洪水調節のために使用される。貯水池の面積は38.9平方キロメートル。ダムの排水は、16の水門によって制御され、毎秒5,428立方メートルの最大放流量を有する。発電所は、ダムの2.5キロメートル南西、ちょうど尾根上に位置している。発電所には27メガワットの水車発電機が4台あり、74.5メートルの有効落差を得ている。